# Kreditna institucija
Kreditna institucija je pravna osoba čija je djelatnost primanje depozita ili drugih povratnih sredstava od javnosti i odobravanje kredita za svoj račun. 
Ovako definiran pojam obuhvaća široki opseg različitih vrsta financijskih institucija: banke, stambene štedionice, zadružne banke i druge institucije, ovisno o specifičnostima zakona u pojedinim zemljama.

## Kreditna institucija vs. banka
Pojam "kreditna institucija" karakterističan je za zakonodavstvo Europske unije (osnovni propis koji regulira poslovanje kreditnih institucija jest "Direktiva 2006/48/EC Europskog parlamenta i Vijeća od 14. lipnja 2006. koja se odnosi na osnivanje i poslovanje kreditnih institucija") i u pravilu se koristi samo u zakonskim ili podzakonskim propisima. U literaturi se ovaj termin rijetko koristi, a umjesto njega koristi se termin "banka". Prema tome, iako je kreditna institucija nominalno širi pojam od banke, u literaturi se oni praktično mogu smatrati sinonimima.

## Kreditne institucije u Hrvatskoj
Budući da je Hrvatska u procesu usklađivanja svojeg zakonodavstva sa zakonodavstvom Europske unije, pojam "kreditna institucija" implementiran je 2008. godine u hrvatsku bankovnu regulativu Zakonom o kreditnim institucijama.
U Hrvatskoj postoje tri vrste kreditnih institucija:
- banke,
- štedne banke i
- stambene štedionice.

### Banke
Banke su institucije koje primaju depozite (i druga povratna sredstva) te odobravaju kredite, a pored toga, ovisno o odobrenju dobivenom od Hrvatske narodne banke, mogu obavljati i različite financijske usluge:
- otkup potraživanja (faktoring)
- financijski najam
- izdavanje garancija i drugih jamstava
- trgovanje financijskim instrumentima za svoj račun i za račun klijenta
- platne usluge
- usluge vezane uz kreditiranje (npr. prikupljanje i analiza podataka)
- izdavanje drugih instrumenata plaćanja
- iznajmljivanje sefova
- posredovanje na novčanom tržištu
- sudjelovanje u izdavanju financijskih instrumenata
- upravljanje imovinom klijenata i savjetovanje u vezi s tim
- poslovi skrbništva nad financijskim instrumentima
- savjetovanje pravnih osoba
- izdavanje elektroničkog novca
- investicijske i pomoćne usluge na tržištu kapitala
- poslovi vezani uz prodaju polica osiguranja
- upravljanje platnim sustavima.[2]

### Štedne banke
Štedne banke su kreditne institucije koje u usporedbi s bankama imaju sužen obuhvat usluga koje smiju obavljati: 
- izdavanje garancija ili drugih jamstava
- kreditiranje, uključujući odobravanje potrošačkih i hipotekarnih kredita
- trgovanje za svoj račun instrumentima tržišta novca i stranim sredstvima plaćanja uključujući mjenjačke poslove
- platnog prometa u zemlji u skladu s posebnim propisima
- usluge povezane s poslovima kreditiranja
- obavljanje poslova vezanih uz prodaju polica osiguranja
- izdavanje instrumenata plaćanja i upravljanje njima
- iznajmljivanje sefova
- posredovanje pri sklapanju poslova na novčanom tržištu.

U usporedbi s bankama štedne banke ne smiju obavljati usluge investicijskog bankarstva, ne smiju pružati usluge platnog prometa u inozemstvu i ne smiju trgovati izvedenim financijskim instrumentima.

### Stambene štedionice
Stambene štedionice su kreditne institucije koje prikupljaju depozite od fizičkih i pravnih osoba radi rješavanja stambenih potreba stambenih štedišta odobravanjem stambenih kredita uz financijsku potporu države na području Republike Hrvatske.
S obzirom na različiti obuhvat poslova koje mogu obavljati, kreditne institucije imaju različite minimalne iznose temeljnoga kapitala. Banke moraju imati temeljni kapital u iznosu od najmanje 40 milijuna kuna, štedne banke u iznosu od najmanje 8 milijuna kuna, a stambene štedionice u iznosu od najmanje 20 milijuna kuna.

## Unutarnje poveznice
- Popis banaka u Hrvatskoj